# Malika Ferdjoukh
Œuvres principales
Broadway Limited, Minuit-Cinq, Les Joues roses
 Fais-moi peur, Sombres citrouilles, Quatre Sœurs, Taille 42, La Bobine d'Alfred, Aggie change de vie
Malika Ferdjoukh, née à Bougie (Algérie), est une romancière française de littérature jeunesse, ayant reçu différents prix littéraires et dont les romans sont traduits dans une dizaine de langues. 

## Biographie

### Jeunesse et études
Malika Ferdjoukh naît à Bougie en Algérie. En 1957, la famille déménage à Paris et s'y installe définitivement.
Son goût pour la lecture se développe grâce à ses institutrices. Sa mère lui achète son premier roman et une voisine lui offre également régulièrement des livres. Elle découvre par la suite grâce à une amie la bibliothèque de son quartier, où elle lit la littérature jeunesse d'autrices comme Magdeleine du Genestoux et Zénaïde Fleuriot mais également des livres comme Tintin ou Blake et Mortimer.
Au lycée, elle a pour professeurs de français Alain Garsault, critique de cinéma, et Jacques Guérif, frère de l'éditeur François Guérif qui tient alors une librairie.
Malika Ferdjoukh fait des études de lettres et de cinéma sur le campus Censier, et consacre son mémoire de maîtrise à la comédie musicale.

### Carrière professionnelle
Malika Ferdjoukh commence sa carrière professionnelle en tant qu'institutrice et enseigne à des enfants malades dans les hôpitaux du Kremlin-Bicêtre puis de Garches.
Elle est cependant attirée par l'écriture, et à la fin des années 1980, elle contacte Joseph Périgot, créateur de la collection de polars pour enfants Souris noire publiée par Syros, qui ne la décourage pas. Elle écrit ensuite son premier roman, Embrouille à minuit, qui est accepté par Périgot et publié en 1989. D'autres romans suivent.
La faiblesse des droits d'auteur ne lui permettant pas de vivre de la littérature jeunesse, elle écrit en parallèle pendant une douzaine d'années des romans à l’eau de rose pour la collection Nous Deux et des scénarios pour la série Sous le soleil. Ses différentes expériences lui permettent d'améliorer ses techniques d'écriture.
Son roman jeunesse Sombre Citrouilles reçoit le Prix Sorcières en 2000, et il figure dans la « Honour List » 2002 dans la catégorie Auteur, liste d'ouvrages jeunesse internationaux choisis par l'Union internationale pour les livres de jeunesse (IBBY).
Sa série littéraire jeunesse Quatre Sœurs a été adaptée en série de bandes dessinées par Cati Baur. Les trois premiers tomes ont été sélectionnés à trois éditions du Festival d’Angoulême, en Sélection Jeunesse,,.
Ses romans jeunesse mêlent les codes du polar et du fantastique, et se déroulent souvent dans le passé. Ils contiennent généralement de nombreuses références littéraires ou cinématographiques. Ses œuvres sont traduites en une dizaine de langues.
Elle est membre de l'Association 813 (Association des Amis des Littératures Policières) et sociétaire de la Société des Auteurs et Compositeurs dramatiques (S.A.C.D.).

## Œuvres

### Littérature pour la jeunesse
- 1989 : Embrouille à minuit, Syros
- 1989 : Arthur et les filles, Syros
- 1990 : L'Assassin de Papa, Syros
- 1992 : Comme sur des roulettes, Rageot
- 1996 : Le Mystère de Greenwood
- 2002 : La Fille d'en face, Bayard,  (ISBN 9782747006965)
- 2010 : Robin dans les bois, Gallimard Jeunesse,  (ISBN 978-2-070-63076-9)
- 2011 : Chaque soir à 11 heures, Flammarion jeunesse,  (ISBN 978-2-081-24390-3)
- 2014 : Les Quatre sœurs, quatre saisons, Bayard, coll. BD Kids. Recueil de textes inédits parus dans Je Bouquine de 2005 à 2012. Illustrations de Lucie Durbiano
- 2014 : Robin au fond des bois, Gallimard Jeunesse, réédition Folio Junior de Robin dans les bois,  (ISBN 978-2-070-65517-5)
- 2022 : Portrait au couteau, Bayard Editions. Grand Format,  (ISBN 979-1-036-31934-1)
- 2022 : Charlie et ses soeurs, Bayard Editions. Réédition sous forme de roman illustré de Quatre soeurs, quatre saisons, 2013, coll. BD Kids. illustrations de Lucie Durbiano

#### Sous le pseudonyme d'Élisabeth Seiler
- Le Fantôme de Forest Lodge, Syros, 1990

#### L'École des loisirs
- 1993 : Les Joues roses,  (ISBN 9782211032131)
- 1995 : Fais-moi peur, Médium,  (ISBN 9782211036320)
- 1995 : Rome l'enfer, Médium,  (ISBN 9782211033251)
- 1996 : Faux numéro, Médium,  (ISBN 9782211041430)
- 1999 : La Fiancée du fantôme, (précédemment publié chez Syros, 1990, sous le titre Le Fantôme de Forest Lodge) Mouche,  (ISBN 9782211050876)
- 1999 : Sombres citrouilles, Médium,  (ISBN 9782211048514)
- 2002 : Minuit-Cinq,  (ISBN 9782211066259)
- Tétralogie Quatre Sœurs

1. 2003 : Quatre Sœurs, tome 1 : Enid,  (ISBN 9782211069571)
2. 2003 : Quatre Sœurs, tome 2 : Hortense,  (ISBN 9782211069601)
3. 2003 : Quatre Sœurs, tome 3 : Bettina,  (ISBN 9782211070065)
4. 2004 : Quatre Sœurs, tome 4 : Geneviève,  (ISBN 9782211070966)

- 2005 : Boum (ISBN 9782211080255)
- 2007 : Taille 42 avec Charles Pollak, Médium,  (ISBN 9782211087650)
- 2009 : Aggie change de vie,  (ISBN 9782211097307)
- Les 4 filles du Pasteur March, traduction nouvelle et abrégée des 4 filles du docteur March, 2009 coll. Classiques abrégés,  (ISBN 978-2211304658)
- 2010 : Quatre Sœurs, l'intégrale des 4 tomes réunis
- 2011 : Trouville Palace,  (ISBN 9782211202831)
- 2013 : La Bobine d'Alfred, Médium,  (ISBN 9782211215992)
- 2014 : Le Club de la Pluie au pensionnat des mystères, coll. Neuf,  (ISBN 9782211217903)
- 2014 : Le Club de la Pluie brave les tempêtes, coll. Neuf,  (ISBN 9782211219105)
- Frankenstein, traduction nouvelle et abrégée, mai 2014 coll. Classiques abrégés
- 2015 : Broadway Limited, T.1 Un Dîner avec Cary Grant, L'École des loisirs, Coll. Grand Format.,  (ISBN 978-2-211-22314-0)
- 2016 : Le Club de la Pluie contre Satin-Noir, l'École des Loisirs. Coll. Neuf,  (ISBN 9782211230148)
- 2016 : Le Club de la Pluie et les Forbans de la nuit, l'École des Loisirs. Coll. Neuf,  (ISBN 978-2-211-22822-0)
- 2018 : Broadway Limited T.2 Un Shim sham avec Fred Astaire, l'École des Loisirs. Coll. Grand Format.,  (ISBN 978-2-211-23484-9)
- 2021 : Broadway Limited T.3 Un Thé avec Grace Kelly, l'École des Loisirs. Grand Format.,  (ISBN 978-2-211-30563-1)
- 2021 : Le Club de la Pluie dans le Train de la peur, l'École des Loisirs. Coll. Neuf,  (ISBN 9782211314008)
- 2022 : Le Club de la Pluie : La maison qui chuchote, l'École des Loisirs, Coll. Neuf,  (ISBN 9782211311793)
- 2022 : Griffes, L'École des loisirs. collec. Medium +. Grand Format,  (ISBN 978-2-211-32206-5)
- 2023 : Le Club de la Pluie défie l'Araignée, collec. Neuf,  (ISBN 978-2-211-30505-1)

#### SérieLe club de la pluie
Série publiée dans le magazine Moi je lis (Milan Presse jeunesse) (2010 à 2012)
- Menace au pensionnat
- Le Voleur sonne toujours deux fois
- Le Fantôme des Pierres-Noires
- Un Secret rouge rubis

Les deux premiers titres, réunis, composent le volume 1 "Le Club de la Pluie au pensionnat des mystères", 
les deux derniers forment le volume 2 "Le Club de la Pluie brave les tempêtes" (l'Ecole des loisirs).

### Adaptations en bandes dessinées
- 2013 : Quatre sœurs, Quatre saisons / M. Ferdjoukh ; illustrations Lucie Durbiano. Toulouse : Bayard Édition, coll. BD Kids.  (ISBN 978-2-7470-4621-3). Recueil des planches mensuelles parues dans le magazine Je bouquine de septembre 2006 à décembre 2012
- 2018 : La Bobine d'Alfred / adaptation par l'auteur du roman éponyme de M. Ferdjoukh ; Dessins Nicolas Pitz. Rue de Sèvres, (ISBN 978-2369 811329).

- Intégrale Quatre sœurs , scénario Cati Baur & Malika Ferdjoukh ; dessin et couleur Cati Baur, éd. Rue de Sèvres

1. Quatre sœurs, Volume 1, Enid, 2011, 146 p.  (ISBN 978-2-7560-2008-2) Sélection Jeunesse du Festival d'Angoulême 2012
2. Quatre sœurs, Volume 2, Hortense, 2014. Sélection Jeunesse du Festival d'Angoulême 2015
3. Quatre sœurs, Volume 3, Bettina, 2016. Sélection Jeunesse du Festival d'Angoulême 2017
4. Quatre sœurs, Volume 4, Geneviève, 2018

- 2015 : Chaque soir à 11 heures, scénario Eddy Simon ; dessins Camille Benyamina. éd. Casterman,  (ISBN 9782081243903)
- 2019 : Sombres citrouilles, scénario M. Ferdjoukh ; dessins Nicolas Pitz, Rue de Sèvres,  (ISBN 9782369811398)[7]

## Prix et distinctions
- 1993 : Grand prix du Roman pour la jeunesse décerné par Ministère de la Jeunesse et des sports pour Les joues roses[8]
- 1994 : Prix Jacques Asklund pour Les joues roses[9]
- 1996 :
  - Prix Européen du Livre Jeunesse (décerné par la BNF, Éducation Nationale, Académie de Poitiers) pour Rome, l'enfer
  - Grand Prix Européen du Roman décerné par la ville de Poitiers pour Les joues roses[8]
- 1998 : Prix Bernard Versele pour Le Mystère de Greenwood[10]
- 2000 : Prix Sorcières Catégorie Romans adolescents, pour Sombres citrouilles[2]
- 2002 : (international) « Honour List » de l'IBBY pour Sombres citrouilles[3]
- 2012 : sélection jeunesse du Festival d'Angoulême 2012 pour Quatre sœurs, t. 1 : Enid, avec Cati Baur[4]
- 2015 : sélection jeunesse du Festival d'Angoulême 2015 pour Quatre sœurs, t. 2 : Hortense, avec Cati Baur[5]
- 2016 :  Prix de la Semaine Paul Hurtmans du livre de jeunesse pour Quatre sœurs, tome 1 ; Enid, avec Cati Baur[11]
- 2017 : sélection jeunesse du Festival d'Angoulême 2017 pour Quatre sœurs, t. 3 : Bettina, avec Cati Baur[6]
- 2021 : deuxième place du prix Cento (it) pour Quatre Sœurs, tome 1 : Enid[12]
- 2022 :
  - Prix polar Jeunesse, au Festival Les Ancres Noires de la ville du Havre, pour l'ensemble de sa série Le Club de la Pluie
  -  Prix Orbil décerné par l'ALIR, Association des librairies indépendantes pour enfants, pour Quatre Sœurs, tome 1 : Enid[13]
- 2023 : finaliste Prix Les Mordus du Polar 2023 pour Portrait au couteau, sélectionné par la Ville de Paris et la Bilipo